# The Best of Owl City
The Best of Owl City je exkluzivní japonské album, které obsahuje písně od americké synthpopové skupiny Owl City. Vyšlo 9. července 2014, obsahuje 14 skladeb, z toho dvě nové skladby z roku 2014.

## Seznam skladeb
| The Best of Owl City | The Best of Owl City                     | The Best of Owl City |
| Pořadí               | Název                                    | Délka                |
| -------------------- | ---------------------------------------- | -------------------- |
| 1.                   | Beautiful Times (feat. Lindsey Stirling) | 3:25                 |
| 2.                   | This Isn't The End                       | 3:24                 |
| 3.                   | Shooting Star                            | 4:06                 |
| 4.                   | Gold                                     | 3:56                 |
| 5.                   | Good Time (s Carly Rae Jepsenovou)       | 3:26                 |
| 6.                   | Galaxies                                 | 4:03                 |
| 7.                   | Deer in the Headlights                   | 3:01                 |
| 8.                   | The Real World                           | 3:35                 |
| 9.                   | Hello Seattle                            | 2:47                 |
| 10.                  | The Bird and the Worm                    | 3:28                 |
| 11.                  | Fireflies                                | 3:48                 |
| 12.                  | Umbrella Beach                           | 3:51                 |
| 13.                  | Vanilla Twilight                         | 3:52                 |
| 14.                  | The Saltwater Room                       | 4:03                 |

## Informace
9. července vychází v Japonsku CD „The Best of Owl City“ se 14 skladbami. Adam říká: „Toto je podstatná sbírka Owl City písní, od nových k těm starým a vším mezi tím. Děkuju svým japonským fanouškům za podporu během těch let. Ani nemůžu uvěřit, jaké mám štěstí, že mám fanoušky v Japonsku.“
V jednom rozhovoru Adam album popisuje slovy: „Dobrá sbírka nových a starých písní. Dobrá momentka Owl City jako celku během těch několika minulých let.“
Kensuke Kita z ASIAN KUNG-FU GENERATION o albu říká: „Je to album, které vás nutí poslechnout si to znovu a znovu, má to skvělé frázování a melodii. Nejdříve mě dostalo, jak čistě a nezastřeně hudba zněla, a teď jsem zajatcem jeho hlasu. Doporučil bych album přátelům, kteří nejsou velkými posluchači hudby, protože vím, že tento čistý zvuk se určitě dotkne jejich srdcí. Opravdu se těším na jeho vystoupení na NANO-MUGEN FES.2014.“